# In the Tepee's Light
In the Tepee's Light è un cortometraggio muto del 1911. Il nome del regista non viene riportato nei credit del film che, prodotto dalla Reliance Film Company, aveva come interpreti James Kirkwood, Marion Leonard, Gertrude Robinson.

## Trama
Jack Reed, innamorato follemente di Wild Dove, una lavorante indiana, vuole sposarla. Il padre di lei è decisamente contrario a quell'unione e consiglia alla figlia di sposare invece un indiano come lei, che, oltretutto, l'ha riempito di regali. La ragazza un giorno viene aggredita da Bill Emery, che vorrebbe a forza baciarla sotto gli sguardi partecipi degli altri cowboy. Viene salvata dall'intervento di Jack, che la sottrae alla violenza. Per evitarle altri insulti, Jack decide di sposarla quanto prima. Dopo averne affrontato il padre che lo respinge, si introduce di notte nel tepee di Wild Dove, portandola via per incontrare il pastore che dovrà unirli. Questi, però, quando si accorge che la sposa è un'indiana, rifiuta di celebrare e Jack è costretto a tirare fuori la pistola. Wild Dove, spaventata, fugge via al suo tepee. Jack la insegue, trovandosi improvvisamente circondato dagli altri indiani dell'accampamento. Tenendoli a bada, scappa via con la ragazza. I due vedranno visti ormai lontano, immersi nella bellezza selvaggia del mattino.

## Produzione
Il film venne prodotto dalla Reliance Film Company.

## Distribuzione
Distribuito dalla Motion Picture Distributors and Sales Company, il film - un cortometraggio di una bobina - uscì nelle sale cinematografiche degli Stati Uniti il 22 aprile 1911.